# Zita Hanrot

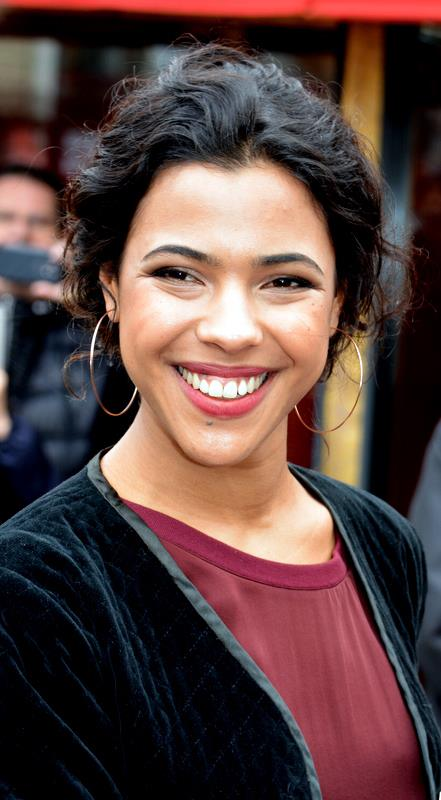
Zita Hanrot (2016)

Zita Hanrot (* 7. Dezember 1989 in Marseille) ist eine französische Schauspielerin.

## Leben
Zita Hanrot wurde als Tochter einer jamaikanischen Mutter und eines französischen Vaters geboren und wuchs in Marseille auf. Sie begann zunächst ein Kunstgeschichtestudium, ab 2011 studierte sie am Pariser Conservatoire national supérieur d’art dramatique (CNSAD) bei Daniel Mesguich, Gérard Desarthe und Xavier Gallais Schauspiel, das Studium schloss sie 2014 ab.
2012 gab sie ihr Filmdebüt im Film Radiostars von Romain Lévy, in dem sie die Rolle der Jennifer übernahm. Im Spielfilm Fatima (2015) von Philippe Faucon hatte sie als Nesrine eine Hauptrolle, für ihre Darstellung wurde sie im Rahmen der 41. César-Verleihung 2016 als beste Nachwuchsdarstellerin ausgezeichnet. Außerdem wurde sie 2016 für den Romy-Schneider-Preis nominiert.
In der ab Dezember 2018 auf Netflix veröffentlichten Serie Plan Coeur – Der Liebesplan übernahm sie als Elsa Payette eine weitere Hauptrolle, in der deutschen Fassung lieh ihr Josephine Schmidt die Stimme. 2019 war sie in der Tragikomödie La vie scolaire – Schulalltag mit Liam Pierron als Samia Zibra zu sehen. In der deutschen Fassung wurde sie von Mia Diekow synchronisiert. Für ihre Darstellung wurde sie 2020 für einen Globe de Cristal in der Kategorie Beste Schauspielerin – Komödie nominiert. Im Rahmen der 70. Internationalen Filmfestspiele Berlin wurde sie 2020 als European Shooting Star ausgezeichnet. In der Serie La Maison von Apple TV+ über die französische Haute Couture übernahm sie die Rolle der Nachwuchsdesignerin Paloma Castel.
Ihr Bruder Idrissa Hanrot ist ebenfalls als Schauspieler tätig.

## Filmografie (Auswahl)
- 2004: Le tuteur – Promenade de santé (Fernsehserie, eine Episode)
- 2012: Radiostars
- 2013: Run (Kurzfilm)
- 2014: Eden
- 2014: Eine neue Freundin (Une nouvelle amie)
- 2014: Errance (Kurzfilm)
- 2015: Nuit/Béton (Kurzfilm)
- 2015: Chefs (Fernsehserie, zwei Episoden)
- 2015: Rose et le soldat (Fernsehfilm)
- 2015: Fatima
- 2015: Chez Victoire: Nouvelle Vie (Fernsehfilm)
- 2015: Point du jour (Kurzfilm)
- 2015: Pot de depart (Kurzfilm)
- 2016: Après Suzanne (Kurzfilm)
- 2016: Le gang des Antillais
- 2016: De sas en sas
- 2016: T.A.N.K (Mini-Serie)
- 2017: K.O.
- 2017: Die Party ist vorbei (La fête est finie)
- 2018: Carnivores
- 2018: Paul Sanchez est revenu!
- 2018: L'ordre des médecins
- 2018: Génération Q (Fernsehserie, eine Episode)
- 2019: The Swallows of Kabul (Les hirondelles de Kaboul, Stimme)
- 2019: La vie scolaire – Schulalltag (La vie scolaire)
- 2018–2020: Plan Coeur – Der Liebesplan (Plan cœur, Fernsehserie)
- 2020: Rouge
- 2021: Love, Death & Robots – Snow in the Desert (Fernsehserie, Stimme, eine Episode)
- 2022: Annie Colère
- 2022: Befreite Lust (À mon seul désir)
- 2023: Die Fotografin (Lee)
- 2023: L’homme debout
- 2025: Ad vitam

## Auszeichnungen und Nominierungen
- 2016: Nominierung für den Romy-Schneider-Preis[6]
- 2016: César 2016 – Auszeichnung als Beste Nachwuchsdarstellerin für Fatima[5][9]
- 2020: Auszeichnung als European Shooting Star[9]
- 2020: Globe de Cristal – Nominierung in der Kategorie Beste Schauspielerin – Komödie für La vie scolaire – Schulalltag[8]